# 浅間丸
浅間丸（淺間丸、あさままる）は、日本郵船の貨客船。その豪華さから「太平洋の女王」と呼ばれることもあり、姉妹船と共に太平洋戦争前の日本を代表する船だった。
有事においては航空母艦に改造する計画だったが、実現しなかった。船名由来は浅間大社。

## 船歴

### 建造
北太平洋で展開されたアメリカ合衆国やカナダとの貨客船による競争の一環として、浅間丸は三菱造船長崎造船所（現：三菱重工業長崎造船所）で建造された2隻の浅間丸級貨客船のうちの1隻である（もう1隻は龍田丸）。また、設計が異なるが秩父丸も姉妹船として扱われた。
当時の欧米の主力船に比べその規模こそ小さかったものの、食堂の内装にはふんだんにイタリア産大理石が使われ、客室内には当時欧米製の最新鋭の艤装品が使われるなど、まさに当時の日本の「フラッグシップ」と呼ぶにふさわしいものであった。そのねらいは主な顧客層を欧米人に絞込み、従来のオリエンタリズムの設備やサービス行うのではなく、欧米の客船と同質がそれ以上の水準で、ライバル会社に打ち勝とうとする戦略であった。
しかし主要な艤装品は欧米製であったため、一部には「日本の造船所で建造した外国船」という評価を付けられてしまった。
ちなみに日本郵船内の船種分類は「客船」であり、クリスタルハーモニー就航まで浅間丸型が唯一の分類であった。
1927年（昭和2年）9月10日起工。1928年（昭和3年）10月30日進水。1929年（昭和4年）9月15日竣工。

### 就航
1928年9月16日、「浅間丸」は長崎港から香港へ向け出発。香港から戻った「浅間丸」は10月8日に横浜港に着き、10月11日に最初の太平洋横断航海に出発した。乗客は約570名であった。所要時間は横浜・ホノルル間は7日と16時間34分、ホノルル・サンフランシスコ間は4日と15時間12分で、12月24日にサンフランシスコに到着。それからロサンゼルスへ行き、11月21日に横浜に戻った。
第2次航海では香港からダグラス・フェアバンクスが乗船し、横浜では「天洋丸」で帰国した上山草人との対面が行われた。第4次航海で「浅間丸」は、横浜・サンフランシスコ間12日3時間22分、サンフランシスコ・横浜間12日9時間52分という、日本郵船サンフランシスコ線の日時レコードを樹立。1932年5月12日横浜発の第15次航海ではロサンゼルスオリンピックに出場する西竹一を乗せた。1933年4月、国際連盟総会から退場した後アメリカに渡っていた松岡洋右が第20次復航の「浅間丸」でサンフランシスコから帰国した。1936年の第42次往航ではアメリカの海員協会ストライキのため、終着港がロサンゼルスからバンクーバーに変更された。1937年4月、ヘレン・ケラーやニールス・ボーアが「浅間丸」の第44次復航で来日。

### 座礁
1937年9月、「浅間丸」は台風により香港で座礁した。1日、定期検査中であった「浅間丸」は台風接近に伴い九龍半島のジャンク・ベイに避難した。夜、激しい風雨の中、「浅間丸」はイタリア船コンテ・ヴェルデ、次いでイギリス船「タランバ」と衝突。続いて2日4時、「浅間丸」はサイワン・ベイで暗礁に乗り上げた。
「浅間丸」の救助は日本サルヴェージに依頼された。常識的な方法では「浅間丸」は離礁させられず、離礁成功の見込みはほぼないとみられていたが、機関2基などを陸揚げし、海底を掘り下げ、海軍より借用した浮きタンクを使用して1938年3月11日に離礁に成功した。応急修理後、「浅間丸」は長崎へ回航され、4月12日に三菱長崎造船所で入渠。9月15日に「浅間丸」はサンフランシスコ線に復帰した。
1939年11月、ドイツを訪問した寺内寿一が「浅間丸」の第54次復航で帰国した。

### 浅間丸事件
1939年9月にヨーロッパで第二次世界大戦が勃発し、9月3日に英仏がドイツに宣戦を布告した。同年9月4日にはイギリス客船がドイツ潜水艦に無警告で撃沈され多くの一般乗客が犠牲になるなど開戦当初より大西洋では熾烈な戦闘が繰り広げられ、イギリス沿岸では11月に照国丸も機雷に触れ沈没した。しかし、日本とアメリカは1941年12月まで第二次大戦には参加せず、また太平洋でドイツ海軍や蒋介石の中国軍による戦闘は発生しなかったことから、太平洋を挟んだ日米間では商船会社による定期運航が戦争当事国に関係する物資や人員の輸送は制約をもうけながらも、比較的平穏に行われていた。
しかし、1939年末にサンフランシスコを出帆しホノルル経由で横浜に向けて航行中、イギリス海軍省と日本郵船が結んでいた紳士協定を日本大使館の強い要請により船長が守らずに乗船させた、ドイツ客船コロンブスの乗員を主としたドイツ人乗客51名を加えたため、1940年1月21日に千葉県房総半島沖の公海上でイギリス海軍の軽巡洋艦「リヴァプール」により臨検され、当時日本と日独防共協定による同盟関係を結んでいたドイツ人乗客のうち、兵役につく事ができる年齢の21名が戦時捕虜の名目で連れ去られるという事件がおき、当時関係が懸念されていた日本とイギリスの間において国際問題に発展した。日本の英国に対する交渉の結果、同様にドイツ人船客をのせて出帆した日本郵船にたいして同様の臨検を行わないことと、9名のドイツ人の返還により一応の決着をみた。
フィリピンの麻、椰子油、砂糖などの輸入のため、第61次復航から香港に代わってマニラが西の起点となった。
1941年6月19日、蘭印に抑留されていたドイツ人引き取りのため「浅間丸」は横浜から出航。7月3日にバタビアに到着して666人を乗せ、上海、長崎、神戸を経て7月15日に横浜に戻った。
7月18日、「浅間丸」は横浜より第64次の太平洋横断航海に出発。ホノルルへ向け航行中、アメリカの日本資産凍結により帰国を命じられたが、これは抑留のおそれなしとして取り消され、予定より遅れてホノルルに到着した。それからサンフランシスコへ向かったが、8月4日に引き返し命令を受け、8月10日に横浜に戻った。
その後、滞留船客、郵便物処理のため滞貨処理船が運航されることとなった。その一隻となった「浅間丸」は政府徴傭船として11月6日に横浜港を出港し、シンガポールとマニラで引揚邦人を収容して11月26日に神戸に着いた。

### 太平洋戦争
1941年11月30日、「浅間丸」は海軍に徴傭された。「浅間丸」は人員850名、零式水上偵察機1機などの輸送任務についてサイパン、トラックへ向かい、サイパンで太平洋戦争開戦を迎えた。横浜に戻った「浅間丸」は次は高雄へ向かい、1942年1月1日に到着した。そこで「浅間丸」は第十一航空艦隊の指揮下に入り、落下傘部隊の横須賀鎮守府第三特別陸戦隊（横三特）を乗せて1月5日に出港。1月9日にホロ島に到着し、陸軍への補給を行った。それから「浅間丸」はダバオを経てタラカン島へ向かい、1月16日に到着して横三特を降ろした。1月29日、「浅間丸」は高雄に戻った。2月から3月にかけてはダバオやケンダリーにあり、3月26日に第十一航空艦隊の指揮を離れてケンダリーから横須賀へ向かった
4月16日、「浅間丸」は横須賀を出港し、補給任務に就く。「浅間丸」はサイパン、トラック、ラバウル、ポナペ島、マーシャル諸島各地、ウェーク島を訪れ、5月16日に横浜に戻った。

### 交換船
5月、双方で抑留されていた外交官らの交換についての交渉が妥結し、交換船が運航されることとなった。「浅間丸」は「コンテ・ヴェルデ」とともに日米間の第一次交換船となり、一時に徴傭を解除された。交換地となったのはアフリカのポルトガル領ロレンソ・マルケスであった。「浅間丸」は6月17日にアメリカ、カナダ、ブラジル、メキシコなどの外交官ら419名を乗せ木更津沖に移ったが、アメリカ側でのトラブルにより出発は25日になった。「浅間丸」はさらに香港で377名、仏印で114名を乗せて7月6日にリンガ泊地に着き、そこで「コンテ・ヴェルデ」と合流した。7月22日、2隻はロレンソ・マルケスに到着。アメリカ側の交換船「グリップスホルム」と引揚者を交換した。「浅間丸」には北米・カナダからの引揚者が、「コンテ・ヴェルデ」には中南米からの引揚者が乗船した。「浅間丸」の乗船者は野村吉三郎、来栖三郎ら787名であった。7月26日に「浅間丸」と「コンテ・ヴェルデ」は出港し、8月20日に横浜に着いた。
9月5日、「浅間丸」は再び海軍に徴傭された。「浅間丸」は9月から10月にかけて輸送任務に従事し、サイパン島、フハエス島、パラオ島、アンボン島、ケンダリー、マカッサル、バリクパパンを訪れ、マカッサルで横須賀鎮守府第一特別陸戦隊を乗せて横須賀に戻った。それから浅野造船所で入渠し、水中聴音機や船首への8センチ砲、B甲板後部への爆雷投下台装備がなされた。
11月30日、横浜でドイツ船「ウッカーマルク」の爆発事故に遭遇。「浅間丸」にも鉄片が降り注いだ。
「浅間丸」は第九五四海軍航空隊基地員や物件を乗せ12月6日に呉を出港したが、翌日未明に沈潜に衝突し、任務遂行不可能となった。「浅間丸」は日本海難救助による応急修理を受けてから長崎へ向かい、三菱長崎造船所で修理を受けた。輸送任務は「龍田丸」が代行した。
修理完了後、「浅間丸」は1943年1月5日に横須賀を出港してトラックへの輸送任務に従事し、1月24日に横須賀に戻った。それから「浅間丸」は上海航路の民需輸送にあたった。
1943年になると浅間丸型3隻は南方物資の内地還送任務に投入される。「浅間丸」は人員約1650名を乗せて3月8日に佐世保より出航。3月9日に潜水艦の雷撃を受けるも回避し、マニラ、バリクパパン、マカッサル経由でシンガポールに到着し、4月14日に佐世保に戻った。5月1日、「龍田丸」と「鎌倉丸」の喪失を受けて「浅間丸」に専門の聴音員1名が配置された。5月6日に「浅間丸」は再びバリクパパン、マカッサル、シンガポールへ向かった。

### コレラ騒動
7月22日、「浅間丸」は佐世保を出港し、「阿波丸」などとともにヒ03船団を組んだ。「浅間丸」は便乗者約2600名を乗せており、その中には小川郷太郎がいた。船団は高雄を経て8月1日にシンガポールに着いた。途中、「西阿丸」が被雷し、また日本に向かう途中のドイツ潜水艦「U511」と遭遇した。
シンガポール入港後、「浅間丸」便乗者の中からコレラ患者が発生。乗船者はセントジョーンズ島に隔離され、船内の消毒が行われた。復旧完了となったのは9月5日であった。「浅間丸」に乗っていた者のほか、感染が広がったマレー人苦力やセレター軍港出口付近の部落からも死者が出た。
「浅間丸」は9月6日に出港してバリクパパンへ向かい、そこで便乗者を降ろした。それからシンガポールに戻り、物資を積み、内地帰還者を乗せて9月27日に出港。サンジャックを経て10月10日に佐世保に着いた。
「浅間丸」は12月16日に因島造船所で入渠し、仮称三式探信儀が装備された。

### 被雷損傷
1944年2月1日、「浅間丸」は佐世保を出港。シンガポールへ向かい、2月10日に到着した。
復路では「浅間丸」はスズ、生ゴム、タングステンなどを積み、ヒ40船団に加わった。船団は6隻からなり、「浅間丸」の他はタンカーであった。船団は2月16日にシンガポールより出発したが、2月19日に潜水艦の攻撃でタンカー4隻が沈没。船団は「浅間丸」と「南邦丸」の2隻となった。台湾沖を航行中の2月23日、2隻はアメリカ潜水艦「グレイバック」の攻撃を受けた。この攻撃で「南邦丸」は沈没。「浅間丸」は2番船倉左舷側に被雷し、2番船倉と3番船倉が浸水した。
「浅間丸」は基隆に入港し、約1か月かけて3番船倉の排水を行ってから台湾船渠のドックに入り、修理を行った。5月、修理完了し、「浅間丸」は内地に戻った。
その後、呉で兵装強化が行われた。その内容は後部に8センチ砲追加、25ミリ機銃4門（連装）、13ミリ機銃2挺（単装）、7.7ミリ機銃1挺装備、爆雷16個搭載であった。
7月、「浅間丸」はヒ69船団に加わり、マニラへの輸送任務に就く。船団は7月13日に六連泊地を出発し、7月20日にマニラに到着した。復路ではマモ01船団に加わり、7月25日にマニラを出発。8月3日、「浅間丸」は長崎に入港した。

### 沈没
10月8日、「浅間丸」は六連泊地を出発し、杭州湾へ向かった。この時「浅間丸」は震洋部隊も乗せていた。10月10日、杭州湾の泗礁山泊地に到着。10月12日にモマ04船団が同泊地に到着し、「浅間丸」と合流した。船団は上海での補給後、10月20日に泗礁山泊地を出発。途中、ラポッグ湾では陸軍部隊を一部降ろし、10月26日にマニラ湾に着いた。
10月29日20時、屑鉄170トン、麻80トン、生ゴム80トンなどを積み、便乗者1383名を乗せた「浅間丸」は水雷艇「鷺」、第十七号掃海艇、第十八号掃海艇に護衛されてマニラ湾から高雄へ向けて出発した。10月30日は夜明けに敵機の接触を受け、夕方には第十七号掃海艇が潜水艦らしきものを探知して攻撃を行った。10月31日、「浅間丸」は帆船とも小艦艇とも思える船を発見したが、雨で見失った。続いて漂流中の端艇が発見され、「鷺」が救助に向かった。それから、今度は棒のように見える船が発見され、「浅間丸」からの通報を受けて第十八号掃海艇がそのもとへ向かった。そうして護衛艦が離れてたため、再集合までの間「浅間丸」は減速しなければならなくなった。午後になると敵潜水艦が発見されたが、護衛艦はそれに対する行動をとらなかった。16時20分には敵潜水艦が右側から船団前方へ出ようとするのが見えたが、護衛艦は北進を続行。17時25分になって反転命令が出され、次いで之字運動が命じられた。20時30分、真東への変針が命じられた。12月1日3時30分、北北東に変針。4時35分、「浅間丸」は被雷した。魚雷は船体前半の右舷側、補機室と主機室に命中。機関は停止し電力も失われた。最初の被雷から3分後、さらに4番船倉に2発魚雷が命中し、4時46分に「浅間丸」は沈没した。
「浅間丸」を沈めたのはアメリカ潜水艦「アトゥル」であった。沈没地点は東沙島南東60浬の北緯20度17分（アメリカ側記録では北緯20度9分）、東経117度38分。474名が死亡した。

## 歴代船長

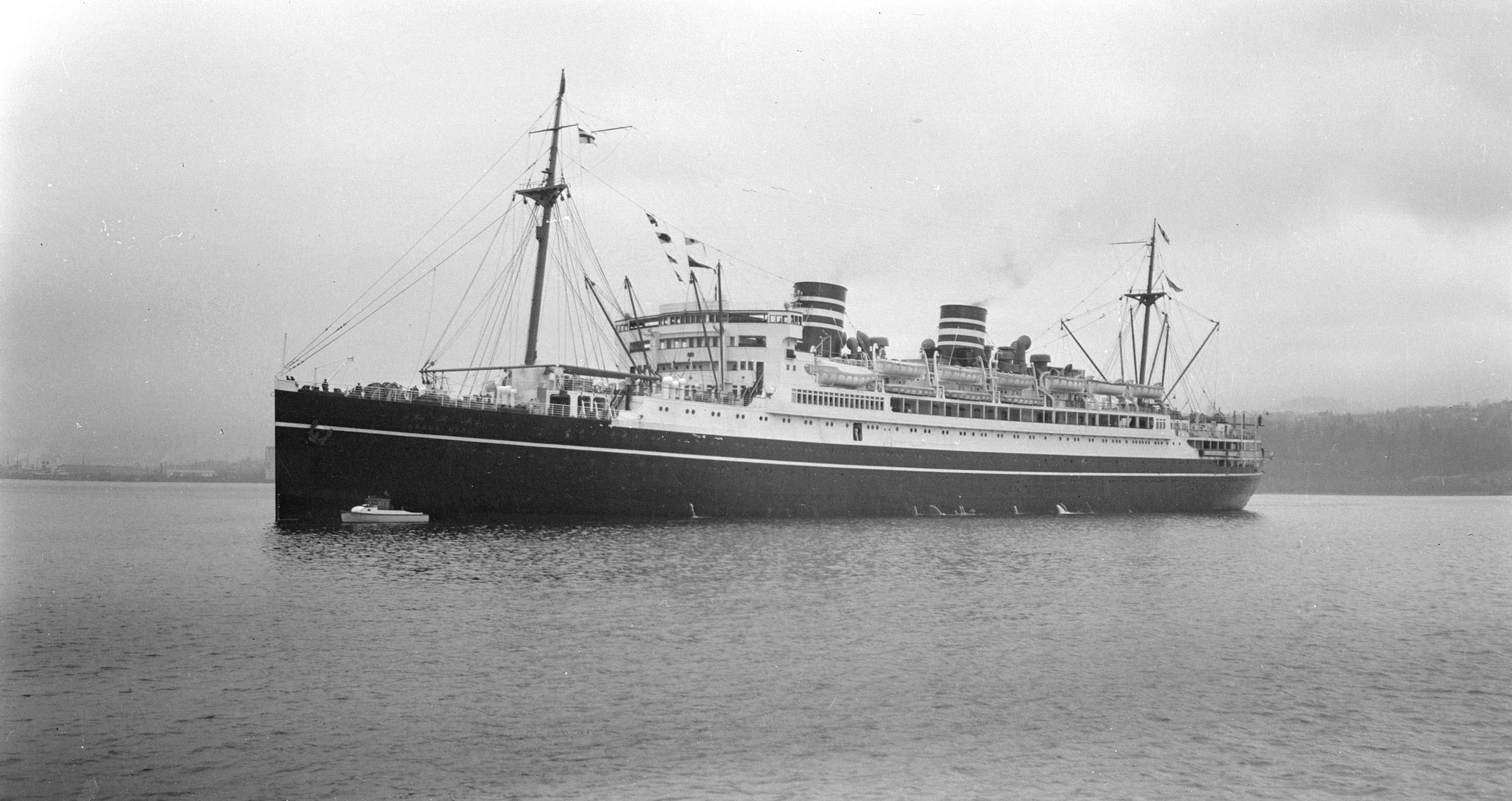

- 初代：四宮源三郎[106]
- 2代：荒木勤（臨時）
- 3代：金子文左衛門
- 4代：村上密蔵
- 5代：金子文左衛門（再）
- 6代：小川清
- 7代：渡部喜貞（浅間丸事件）
- 8代：藤田徹
- 9代：阿川亮三郎